# Ústav vědeckého ateismu ČSAV
Ústav vědeckého ateismu ČSAV byl jedním z ústavů Československé akademie věd. Ústav vznikl reorganizací dřívějšího Kabinetu pro filozofii ČSAV, který vznikl v roce 1967, sídlil v Brně a byl menší verzí Filosofického ústavu.  Zabýval se výzkumem soudobých forem religiozity a rozvojem teorie vědeckého ateismu. V roce 1983 byl společně s Psychologickou laboratoří ČSAV v Brně přeměněn na Ústav pro výzkum společenského vědomí a vědeckého ateismu ČSAV.
Ředitelem ústavu byl Jiří Loukotka, od roku 1981 Ivan Hodovský. Vedoucím sociologického oddělení ústavu byl Stanislav Hubík. V ústavu působili také Aleš Sekot, Jan Zouhar, Josef Karola, Jiří Svoboda, Karel Hlavoň, Jaroslav Hroch, František Cinoldr, Milan Daňhel a Václav Vyšohlíd.

## Některá význačná díla
- Vědecký ateismus [kol. vědeckých pracovníků pod vedením Ivana Hodovského]. 2. přeprac. vyd. Praha : Státní pedagogické nakladatelství, 1976. 348 s. (Knižnice výuky marxismu-leninismu), schváleno jako příručka pro studium vědeckého ateismu na vysokých školách. (v době do r. 1989)
- K aktuálním otázkám vědeckého ateismu. Jiří Loukotka, Milan Daňhel, Karel Hlavoň, Ivan Hodovský. 1. vyd. Praha : Horizont, 1974. 125 s.
- Jiří Loukotka: Za pravdu marxismu-leninismu (výbor ze statí a článků). 1. vyd. Brno : Blok, 1979. 239 s.
- Základy komunistické výchovy v rodině : (podle zásad V.A. Suchomlinského). Jiří Loukotka, Lada Slováková. 1. vyd. Praha : Státní pedagogické nakladatelství, 1977. 132 s. (Rodičům o výchově dětí; sv. 51)